# دينيس ويلسون (فنان)
دينيس ويلسون (بالإنجليزية: Dennis Wilson)‏ (و. 1944 – 1983 م) هو منتج أسطوانات، ومغني، وطبال، ومتركمج، وملحن أمريكي، ولد في إنغليووود، لوس أنجليس، كاليفورنيا، يستخدم آلات طقم طبول، توفي عن عمر يناهز 39 عاماً، بسبب غرق.

## التعليم
تعلم في ثانوية هاوثورن ‏.

## روابط خارجية
- دينيس ويلسون على موقع IMDb (الإنجليزية)
- دينيس ويلسون على موقع الموسوعة البريطانية (الإنجليزية)
- دينيس ويلسون على موقع ميوزك برينز (الإنجليزية)
- دينيس ويلسون على موقع رولينغ ستون (الإنجليزية)
- دينيس ويلسون على موقع إن إن دي بي (الإنجليزية)
- دينيس ويلسون على موقع أول ميوزيك (الإنجليزية)
- دينيس ويلسون على موقع ديسكوغز (الإنجليزية)
- دينيس ويلسون على موقع قاعدة بيانات الفيلم (الإنجليزية)